# Varnville
Varnville est une ville du comté de Hampton en Caroline du Sud, aux États-Unis.

## Démographie
| 1890 | 1900 | 1910 | 1920  | 1930 | 1940 |
| ---- | ---- | ---- | ----- | ---- | ---- |
| 553  | 372  | 542  | 1 160 | 969  | 917  |

| 1950  | 1960  | 1970  | 1980  | 1990  | 2000  |
| ----- | ----- | ----- | ----- | ----- | ----- |
| 1 180 | 1 461 | 1 555 | 1 948 | 1 970 | 2 074 |

| 2010  | - | - | - | - | - |
| ----- | - | - | - | - | - |
| 2 162 | - | - | - | - | - |